# Longitarsus apicalis
Longitarsus apicalis es una especie de insecto coleóptero de la familia Chrysomelidae. Fue descrita científicamente en 1817 por Beck.